# Jean-Francis Treffel
Pour les articles homonymes, voir Treffel.
Jean-Francis Treffel, né le 15 mars 1955 à Paris, est un haut-fonctionnaire et préfet français. Il a été sous-directeur des affaires financières du secrétariat général du Gouvernement de 2002 à 2008 et Haut fonctionnaire au développement durable du Premier ministre. Il a occupé plusieurs postes de sous-préfet, directeur de cabinet du préfet du Val d'Oise, secrétaire général de la préfecture de la Moselle, sous-préfet de Lorient. En 2017, il est nommé préfet, administrateur supérieur du Territoire de Wallis-et-Futuna et également président de l'Agence de santé. En 2019, il est préfet de la Mayenne, en mars 2021, préfet de l'Allier.

## Biographie
Jean-Francis Treffel est né le 15 mars 1955 dans le 14e arrondissement de Paris. Il est le fils de Jacques Treffel, pédagogue, inspecteur général, directeur général au ministère de l'Éducation nationale. Après ses études secondaires, il étudie le droit public pendant quatre ans à l'Université Panthéon-Sorbonne où il obtient une maîtrise et un DEA. Il est diplômé de l'Institut d'études politiques de Paris.
À partir de janvier 1978, il est assistant de finances publiques à l'Institut international d'administration publique puis attaché d'administration à la direction générale du Trésor du ministère de l'Économie et des Finances. Il travaille ensuite, à partir d'avril 1986, pour le préfet du département de Loir-et-Cher, comme directeur de cabinet, et à partir de juin 1989 pour celui de l'Yonne. À partir de février 1991, il est nommé dans le département du Val-d'Oise comme directeur de cabinet du préfet. Il est promu à ce poste et devient sous-préfet de l'arrondissement de Lunéville (Meurthe-et-Moselle) en mars 1993, avant de devenir sous-préfet de Saint-Dié (Vosges) en février 1995 et Commissaire départemental à l'emploi. À partir d'août 1997, Jean-Francis Treffel est administrateur civil de première classe et chef du bureau des personnels de préfecture au ministère de l'Intérieur. En janvier 2002, il devient sous-directeur des affaires financières au Secrétariat général du gouvernement et haut fonctionnaire chargé du développement durable au cabinet du Premier ministre. En avril 2008, il est  préfet adjoint, secrétaire général de la préfecture de la Moselle, jusqu'en juin 2011, date à laquelle il devient sous-préfet de Lorient, où il gérera, en 2016, la prévention des risques d'attentat sur le Festival interceltique de Lorient 2016

### Ardi Vrenezi
En mai 2010, Jean-Francis Treffel, le préfet et la préfecture de la Moselle furent au centre d'une affaire polémique à la suite de l'expulsion « musclée » d'un adolescent polyhandicapé kosovar (et de sa famille). Celui-ci était en situation irrégulière en France au moment des faits ; L'expulsion a suscité l"indignation de plusieurs associations ce qui conduisit la préfecture à le rapatrier en France à titre humanitaire .

### TK Bremen
Dans la nuit du 15 au 16 décembre 2011, il est confronté à la crise du TK Bremen, cargo pétrolier maltais qui s'échoue sur la plage de Kerminihy à Erdeven
L'ensemble de l'équipage doit être hélitreuillé tandis qu'est pris en compte la protection du rivage face à la pollution par hydrocarbures et la sécurité sur la plage. L'événement suscite une importante couverture médiatique et une pression politique forte à l’initiative des écologistes qui rassemblent plusieurs centaines de manifestants défenseurs de l’environnement sur place.
A la veille de Noël il annoncera que le TK Bremen ne reprendra pas la mer et sera déconstruit sur place. L’armateur turc est mis en demeure de s’exécuter dans des délais contraints. Le site dunaire protégé et classé Natura 2000 sera rouvert au public pour les congés de printemps 2012.

### Préfet - Administrateur supérieur de Wallis-et-Futuna
À partir du février 2017, il est préfet - administrateur supérieur de Wallis-et-Futuna, chef du territoire dans le Pacifique Sud. Sa nomination est intervenue à la suggestion du ministère français de l'Intérieur le 1er janvier 2017. C'est son premier poste hors de France métropolitaine. Jean-Francis Treffel déclare qu'il aimerait se consacrer à l'avenir des jeunes de Wallis-et-Futuna. Il déclare également s'attacher à la réforme du statut de 1961 et vouloir l'aligner sur celui des autres collectivités de la République. Il anime ainsi la réflexion sur la situation juridique et institutionnelle de Wallis-et-Futuna dans le cadre des Assises des Outre-mer organisées à Wallis-et-Futuna, d'octobre 2017 à mars 2018, comme dans les autres COM. Le statu quo prévaut alors. 

### Préfet de la Mayenne
En janvier 2019, Jean-Francis Treffel est préfet de la Mayenne à Laval,où il connaîtra la crise de la Covid 19. Alors que les indicateurs confirment la circulation active du virus, en juillet 2020, en Mayenne il sera le premier préfet à imposer, par arrêté préfectoral, le port du masque obligatoire en extérieur dans les lieux publics de 69 communes de son département. A l'issue de la crise, il s'adjoindra le concours d'une sous-préfète à la relance afin de porter le plan gouvernemental de 100 milliards d'euros. En novembre 2019, il organise un premier bilan de la loi EGALIM pour les principales filières animales du département. Le médiateur des relations commerciales agricoles et les représentants des agriculteurs, distributeurs et industriels sont présents,. Il quitte ses fonctions en mars 2021 pour être nommé préfet de l'Allier,. 

### Préfet de l'Allier
À Moulins, Jean-Francis Treffel accompagne la démarche de reconnaissance au patrimoine mondial de l'UNESCO de la ville de Vichy et accueille les 7 et 8 décembre 2021, à Moulins et à Vichy, Emmanuel Macron, président de la République. A Echassières, il pose, dans la carrière de Beauvoir, les bases du projet EMILI d'extraction et de transformation de lithium, reconnu projet d'intérêt national majeur en 2024. 

## Crédit d'auteurs
- (de) Cet article est partiellement ou en totalité issu de l’article de Wikipédia en allemand intitulé « Jean-Francis Treffel » (voir la liste des auteurs).